# Каратеодори, Александр
Александр Каратеодо́ри (греч. Αλέξανδρος Καραθεοδωρή; у турок Александр-паша-Каратеодори (тур. Aleksandro Karatodori Paşa); 1833, Константинополь — 1906) — оттоманский политический деятель.

## Биография
Происходил из старинной фанариотской семьи. Обучался в Германии и поступил на турецкую государственную службу в бюро для переводов. Своей быстрой карьерой обязан покровительству великого визиря Суффета-паши, поверенным которого был как во время Константинопольской конференции (декабрь 1876 и январь 1877 годов), так и при заключении Сан-Стефанского мира в 1878 году. 
Благодаря содействию Суффета-паши был поставлен во главе управления иностранными делами — пост, который до этого не занимал христианин. 
На Берлинском конгрессе в 1878 году Каратеодори был одним из делегатов Порты и подписал заключительные акты договора 13 июня 1878 года.